# Dolichopoda petrochilosi
Dolichopoda petrochilosi is een rechtvleugelig insect uit de familie grottensprinkhanen (Rhaphidophoridae). De wetenschappelijke naam van deze soort is voor het eerst geldig gepubliceerd in 1954 door Lucien Chopard.
1. ↑  (en) Dolichopoda petrochilosi op de IUCN Red List of Threatened Species.